# Pseudantechinus mimulus
Pseudantechinus mimulus és un petit marsupial carnívor de l'ordre dels dasiüromorfs. Només viu en unes quantes localitzacions petites i aïllades del nord d'Austràlia. És l'espècie més petita i rara del gènere Pseudantechinus.